# Mavrahovčarke
Mavrahovčarke (znanstveno ime Phallaceae) je družina gliv iz redu mavrahovčarjev (Phallales). 

## Seznam rodov mavrahovčark Slovenije[4]
- mrežnice (Clathrus)
- baklovci (Lysurus)
- klinčki (Mutinus)
- mavrahovci (Phallus)

## Galerija slik
- drobnomrežasti mavrahovec
(Phallus indusiatus)
- navadna mrežnica
(Clathrus ruber)
- Ravenelov klinček
(Mutinus ravenelii)
- pajkasti baklovec
(Lysurus arachnoideus)
- zvezdasti baklovec
(Lysurus cruciatus)